# Без греха не вытащишь и рыбку из пруда?
«Без греха не вытащишь и рыбку из пруда?» (итал. Dove Vai Se Il Vizietto Non Ce L'Hai?) — итальянский комедийный художественный фильм 1979 года с элементами эротики режиссёра Франко Мартинелли. Главные роли в фильме исполняют Ренцо Монтаньяни, Альваро Витали и Паола Сенаторе.

## Сюжет
Один из главных героев фильма — частный детектив Диоген Коломбо (по аналогии с лейтенантом Коломбо). У него хорошая работа, но иногда она его просто достаёт. А особенно подробности, в которые любят его посвящать люди, обращающиеся к нему за помощью. Например одна синьорина показывала как именно и в какой последовательности срывал с неё одежду преступник-насильник.
У детектива есть помощник — Арнольдо, сексуально озабоченный парень, который почему-то любит переодеваться в женщин. Однажды к Диогену обращается замужняя женщина, которая хочет узнать с кем именно изменяет ей её муж. Выяснить это непросто, но детектив с помощником решают внедриться в их дом. Диоген стал управляющим в поместье, а Арнольд переоделся в повариху, и теперь он — Карлотта Ангуло.

## В ролях
- Ренцо Монтаньяни — Диоген Коломбо
- Альваро Витали — Арнольдо / Карлотта Ангуло / Гигетто
- Паола Сенаторе — Симона
- Лори дель Санто — официантка
- Энджи Вибекер — официантка
- Сабрина Сиани — синьорина Франческа
- Стефано Амато — Беньямино
- Марио Каротенуто — командор Чезаре
- Витторио де Бисоньо — Анселмо
- Джимми иль Феномено — заправщик